# Preston North End Football Club 2013-2014
Questa voce raccoglie le informazioni riguardanti il Preston North End Football Club nelle competizioni ufficiali della stagione 2013-2014.

## Divise e sponsor
Lo sponsor tecnico per la stagione 2013-2014 è Nike, mentre gli sponsor ufficiali sono Carer's Trust sul fronte, The Football Pools sul resto, e The Space Centre sui pantaloncini.
| Casa | Trasferta | Terza divisa |

## Risultati

### Football League One
| Preston 3 agosto 2013, ore 15:00 BST 1ª giornata | Preston N.E. | 0 – 0 | Wolverhampton | Deepdale (16 583 spett.)\| Arbitro: \| Andy Haines \| |
| Arbitro:                                         | Andy Haines  |       |               |                                                       |

| Rotherham 10 agosto 2013, ore 15:00 BST 2ª giornata | Rotherham Utd | 0 – 0 | Preston N.E. | New York Stadium (8 454 spett.)\| Arbitro: \| Trevor Kettle \| |
| Arbitro:                                            | Trevor Kettle |       |              |                                                                |

| Preston 17 agosto 2013, ore 15:00 BST 3ª giornata | Preston N.E. | 2 – 2 | MK Dons | Deepdale (9 994 spett.)\| Arbitro: \| Mark Brown \| |
| Arbitro:                                          | Mark Brown   |       |         |                                                     |

| Northampton 25 agosto 2013, ore 15:00 BST 4ª giornata | Coventry City | 4 – 4 | Preston N.E. | Sixfields Stadium (2 068 spett.)\| Arbitro: \| Robert Madley \| |
| Arbitro:                                              | Robert Madley |       |              |                                                                 |

| Gillingham 19 ottobre 2013, ore 15:00 BST 12ª giornata | Gillingham     | 1 – 2 | Preston N.E. | Priestfield Stadium (7 054 spett.)\| Arbitro: \| Graham Horwood \| |
| Arbitro:                                               | Graham Horwood |       |              |                                                                    |

| Preston 23 novembre 2013, ore 15:00 GMT 17ª giornata | Preston N.E. | 1 – 1 referto | Colchester Utd | Deepdale (8 492 spett.)\| Arbitro: \| Scott Duncan \| |
| Arbitro:                                             | Scott Duncan |               |                |                                                       |

| Burslem 26 novembre 2013, ore 19:45 GMT 18ª giornata | Port Vale   | 0 – 2 | Preston N.E. | Vale Park (5 889 spett.)\| Arbitro: \| Andy Madley \| |
| Arbitro:                                             | Andy Madley |       |              |                                                       |

| Preston 1 gennaio 2014, ore 15:00 GMT 24ª giornata | Preston N.E. | 3 – 2 | Port Vale | Deepdale (10 653 spett.)\| Arbitro: \| Kevin Wright \| |
| Arbitro:                                           | Kevin Wright |       |           |                                                        |

| Colchester 22 febbraio 2014, ore 15:00 GMT 29ª giornata | Colchester Utd | 1 – 2 referto | Preston N.E. | Colchester Community Stadium (3 416 spett.)\| Arbitro: \| David Phillips \| |
| Arbitro:                                                | David Phillips |               |              |                                                                             |

| Preston 26 aprile 2014, ore 15:00 BST 45ª giornata | Preston N.E.       | 3 – 1 | Gillingham | Deepdale (11 591 spett.)\| Arbitro: \| Charles Breakspear \| |
| Arbitro:                                           | Charles Breakspear |       |            |                                                              |